# Тірада-2
Тирада-2 — російський комплекс радіоелектронної боротьби, призначений для виведення з ладу супутників зв'язку.
Комплекс завершили розробляти восени 2018 року, а вже у березні 2019 року він був ідентифікований СММ ОБСЄ на окупованій Росією частині Донбасу. [⇨]

## Історія
Розробка цієї системи почалася в 2001 році.
Вперше публічно про неї заговорили в 2017.
У серпні 2018 року на форумі «Армія-2018» публічно було підписано контракт на постачання міноборони РФ комплексу. Восени пройшли випробування.
Виконавець контракту — Владимирський завод «Електроприбор». У грудні 2018 РИА «Новости» повідомило, що «Тирада-2» в 2019 році надійде на озброєння в Центральний військовий округ.

## Бойове застосування

### Війна на сході України
19 березня 2019 року СММ ОБСЄ зазначила у звіті, що 16 березня 2019 біля смт Южна Ломуватка БПЛА місії зафіксував 2 системи РЕБ, зокрема й «Тираду-2». У квітні 2019 року було опубліковано фото системи з безпілотника ОБСЄ.
За припущенням аналітиків ІнформНапалму росіяни з допомогою станції «Тирада-2» намагалися глушити канал зв'язку між американським БПЛА RQ-4B Global Hawk та супутником. Американські стратегічні БПЛА RQ-4B Global Hawk, оснащені інтегрованою системою спостереження і розвідки HISAR (Hughes Integrated Surveillance & Reconnaissance), на той час систематично виконували польоти неподалік лінії розмежування на Донбасі.